# Compass Group
Compass Group – koncern międzynarodowy z siedzibą w Londynie, generujący sprzedaż ponad 15 miliardów funtów rocznie. Jest to największe przedsiębiorstwo cateringowe na świecie. 
Obecnie zatrudnia 509 tys. osób w około 50 tys. restauracjach w ponad 90 krajach na wszystkich kontynentach. W Europie jest jednym z największych przedsiębiorstw.